# Matei Călinescu
Matei Călinescu (ur. 15 czerwca 1934 w Bukareszcie, zm. 24 czerwca 2009 w Bloomington (Indiana)) – rumuński eseista, historyk literatury i pisarz.

## Życiorys
W 1973 przeniósł się do USA, gdzie wykładał literaturę porównawczą w Indiana University. Opublikował kilka tomów esejów, m.in. Clasicismus european 1971, Conceptul modern de poezie 1972, Five Faces of Modernity 1987). Jest autorem utworu Życie i opinie Zachariasza Lichtera (1969, wyd. pol. 1972) będącego duchową biografią proroka na pograniczu powiastki filozoficznej, eseju lirycznego i zbioru aforyzmów.